# Escut de Sant Julià de Vilatorta
L'escut oficial de Sant Julià de Vilatorta té el següent blasonament: "Escut caironat: d'atzur, una domus d'or oberta, acostada de dos lleons reguardants d'argent. Per timbre, una corona de poble". L'escut va ser aprovat el 17 de novembre del 2014 i publicat al DOGC el 28 del mateix mes amb el número 6760
L'Ajuntament feia servir tradicionalment un escut amb un casal que representa la residència dels Bellpuig –anomenada popularment el Castell, i actualment en ruïnes–, situada dins l'antic terme del castell de Sant Llorenç del Munt, aguantat per un parell de lleons, que simbolitzen el poble de Vilalleons, el qual es va fusionar amb Sant Julià de Vilatorta el 1946. El nou escut oficial incorpora tots aquests elements.

## Bandera

La bandera oficial de Sant Julià de Vilatorta té la següent descripció: Bandera apaïsada, de proporcions dos d'alt per tres de llarg, blau clar, amb la domus groga de porta i finestres blau clar de l'escut, d'alçària 3/7 de la del drap i amplària 2/7 de la llargària del mateix drap, al centre; i amb els dos lleons blancs reguardants del mateix escut, cadascun d'alçària 1/3 de la del drap i amplària 2/9 de la llargària del mateix drap, centrats en relació amb les vores superior i inferior i posats un a 1/9 de la vora de l'asta i l'altre a la mateixa distància de la del vol.
L'Ajuntament va iniciar l'expedient d'adopció de la bandera el 26 de març de 2014, i aquesta va ser aprovada el 12 de gener de 2018, i publicada en el DOGC núm. 7540 el 22 de gener del mateix any. La bandera està basada en l'escut heràldic de la localitat i incorpora la domus groga de portes i finestres blaves (que representa la residència dels Bellpuig) i els lleons blancs reguardants (que representen Vilalleons) sota un fons blau clar.